# Tus (pedanía de Yeste)
Tus es una pedanía del municipio de Yeste, provincia de Albacete, España. Se encuentra en el valle del río Tus, en los límites del parque natural de los Calares del Río Mundo y de la Sima.

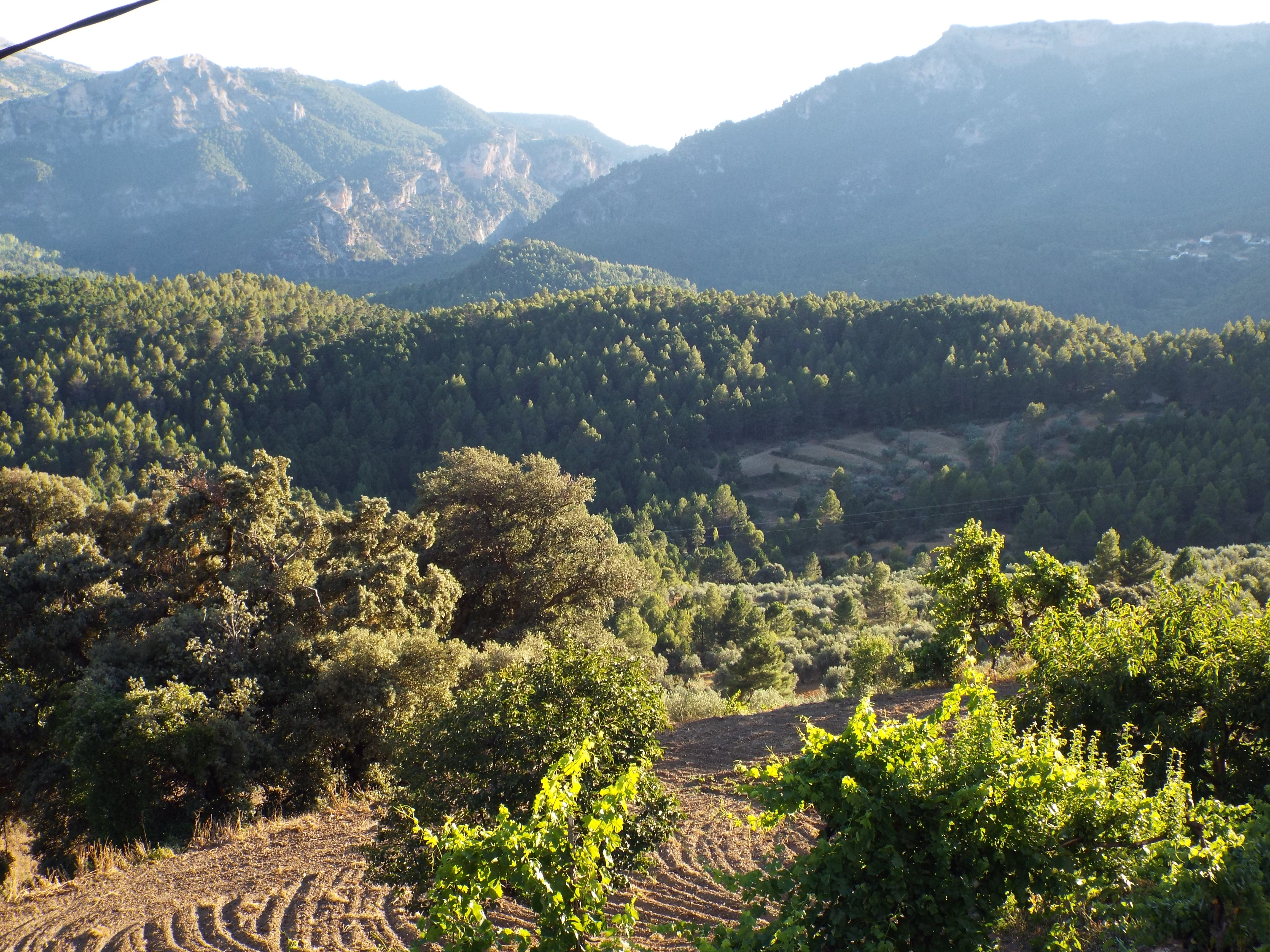
Vista panorámica de parte del Hueco de Tus

## Historia
Tras el avance de la Reconquista Cristiana hacia el sur, alrededor del 1260, la pedanía de Tus, al igual que todo el territorio de Yeste, comenzó a ser parte de la encomienda de la Orden de Santiago. Yeste suponía un enclave estratégico-militar para los reinos cristianos, ya que se encontraba en la frontera entre el Reino de Granada y el Reino de Castilla por lo que, tras el fin de la dominación árabe de la zona la Orden de Santiago ejecutó diversos planes de repoblación en los sectores agrícolas más importantes de la villa de Yeste, entre ellos Tus. Además, esta repoblación era totalmente necesaria para poder defender la frontera en los continuos enfrentamientos  entre ambos reinos. Si bien, otros autores también creen que un cierto porcentaje de población árabe continuó viviendo en algunos asentamientos de la villa y se acabaron incorporando bajo el mando y la dirección de la Encomienda de Yeste.

Sin embargo, el  vacío motivado por el peligro fronterizo, las epidemias y la recesión económica de la zona, hicieron imposible que la tierra se pusiera en explotación hasta casi un siglo después.

En gran parte del territorio de Yeste aún se pueden observar algunos restos de construcciones de esa época, como bien pueden ser: la atalaya islámica de Llano de la Torre, que servía para controlar la aldea de Alcaraz y la de Moropeche, aunque ésta se conserva peor que la primera.

Alrededor de 1434, aunque las algaradas granadinas aún dejaban ver sus efectos, el alejamiento de la frontera produjo un aumento demográfico en gran parte del término de la villa de Yeste. En 1648, la villa de Yeste contaba ya con 300 vecinos, lo que la convertía en el núcleo más poblado de la Sierra del Segura.

Ya en el siglo XVIII, se llevó a cabo una reforma agraria, en Extremadura primero, y después en todo el reino, que liberaba todas las tierras labrantías y baldías para ser explotadas y labradas por los vecinos más necesitados. Con un total de 574 fanegas, divididas en 112 lotes y que permitía a cada individuo poseer 5 fanegas, la dehesa de Tus fue la zona que mayor extensión ocupó en dicho reparto. A finales del siglo XVIII y comienzos del XIX, la población de Yeste seguía creciendo a pesar de la crisis de mortalidad inducida por los años de malas cosechas.

Según documentos estadísticos reales, en 1857, Tus contaba ya con 107 vecinos y 549 habitantes, siendo la pedanía de Yeste que mayor población albergaba.

Siguiendo el patrón de las cifras, Yeste sostuvo, gracias a su gran oferta de tierras y recursos agrícolas, desde 1857 a 1900 un crecimiento del 7'2% con una media anual del 0'17%. Crecimiento que no hizo más que aumentar a lo largo del primer tercio del siglo XX. La alta natalidad, la bajada de los índices de mortalidad y la disminución de la propensión emigratoria de finales del XIX hizo que la población creciera considerablemente.

Sin embargo, la paralización de las actividades madereras y el nuevo decreto que dejaba sin trabajo a los jornaleros yesteños en tierras extremeñas y andaluzas crearon un clima de conflictividad social e indignación que acabaron desencadenando en los terribles “sucesos de Yeste”, en mayo de 1936, uno de los primeros focos de la Guerra Civil. La población de todos los núcleos rurales y de Yeste, que se había visto privada de sus trabajos temporales, no tuvo otra salida que la emigración. Una emigración severa que aún se mantiene hasta nuestros días. La Guerra Civil aumentaría aún más el proceso emigratorio.

A pesar de la recuperación en torno a los primeros años de la década de los cincuenta, la corriente emigratoria no cesó.

Tras la Guerra Civil, se pusieron en marcha varias misiones religiosas para favorecer las nupcias en Tus y en otras pedanías de Yeste. El auge de las nupcias acabaría suponiendo más mano de obra para la labor agrícola y un mayor registro de los vecinos rurales.[cita requerida]

## Relieve
El cortijo más alto de toda la pedanía de Tus, Los Malojares, presenta una altitud de 1 151 m s. n. m. Toda la pedanía de Tus se encuentra enclavada en medio del llamado “Hueco de Tus” cercada por los Calares del Mundo y de la Sima. Ambos calares forman dos excepcionales karst de singular crecimiento y realmente ricos morfológicamente. Toda la zona posee una admirable y variada diversidad botánica que se encuentra en perfecto estado y conservación. El río Tus atraviesa y crea una atmósfera realmente placentera a la vez que baña los pies de la gran mayoría de los cortijos de la pedanía.[cita requerida]

## Flora y Fauna
La zona presenta una catálogo florístico realmente rico que posee más de 1 300 taxones de rango específico y subespecífico de flora vascular, lo que hace de ella una de las zonas más ricas, en cuanto a flora y fauna se refiere, de la península ibérica.[cita requerida]

Cuenta además con más de 130 especies de plantas autóctonas, entre las que destacan diferentes tipos de arce y agracejo, y la pinguicula.[cita requerida]

En cuanto a la fauna, se han documentado y catalogado 174 especies de vertebrados, de las cuales 6 son peces, 8 son anfibios, 17 reptiles, 34 son mamíferos y 109 aves, así como 140 especies de invertebrados.[cita requerida]

En 1994 la zona fue afectada por un incendio forestal, que arrasó 12 000 hectáreas de masa forestal y que acabó con la gran extensión de pinares y encinares de la que gozaba el territorio.

## Población
Al igual que el resto de aldeas pertenecientes al núcleo de Yeste, Tus mantuvo un crecimiento considerable, como ya ha quedado mostrado en el apartado de historia, hasta 1950, cuando las pretensiones emigrantes de la población, especialmente los jóvenes, hicieron que muchos cortijos y aldeas fueran perdiendo sus vecinos.  Tras un ligero repunte con la reforma agraria del franquismo, la situación de la despoblación continuó sin cesar, lo que ha hecho que en la actualidad algunos de esos cortijos se hayan visto completamente despoblados y abandonados.

Actualmente, la pedanía de Tus está formada por cerca de 20 cortijos. Los más importantes y los que aún albergan población son: Vado de Tus, Balneario, Collado Tornero, La Moheda, La Solana, Los Giles, La Tobica, Lagunicas, Los Barrancos, La Lastra, El Batán, Los Manueles, Pedazuelo, La Casica, Tus, Los Tejeros, El Chaparral y Villar de Tus. Todos estos conforman la pedanía que más habitantes concede al término municipal de Yeste.[cita requerida]

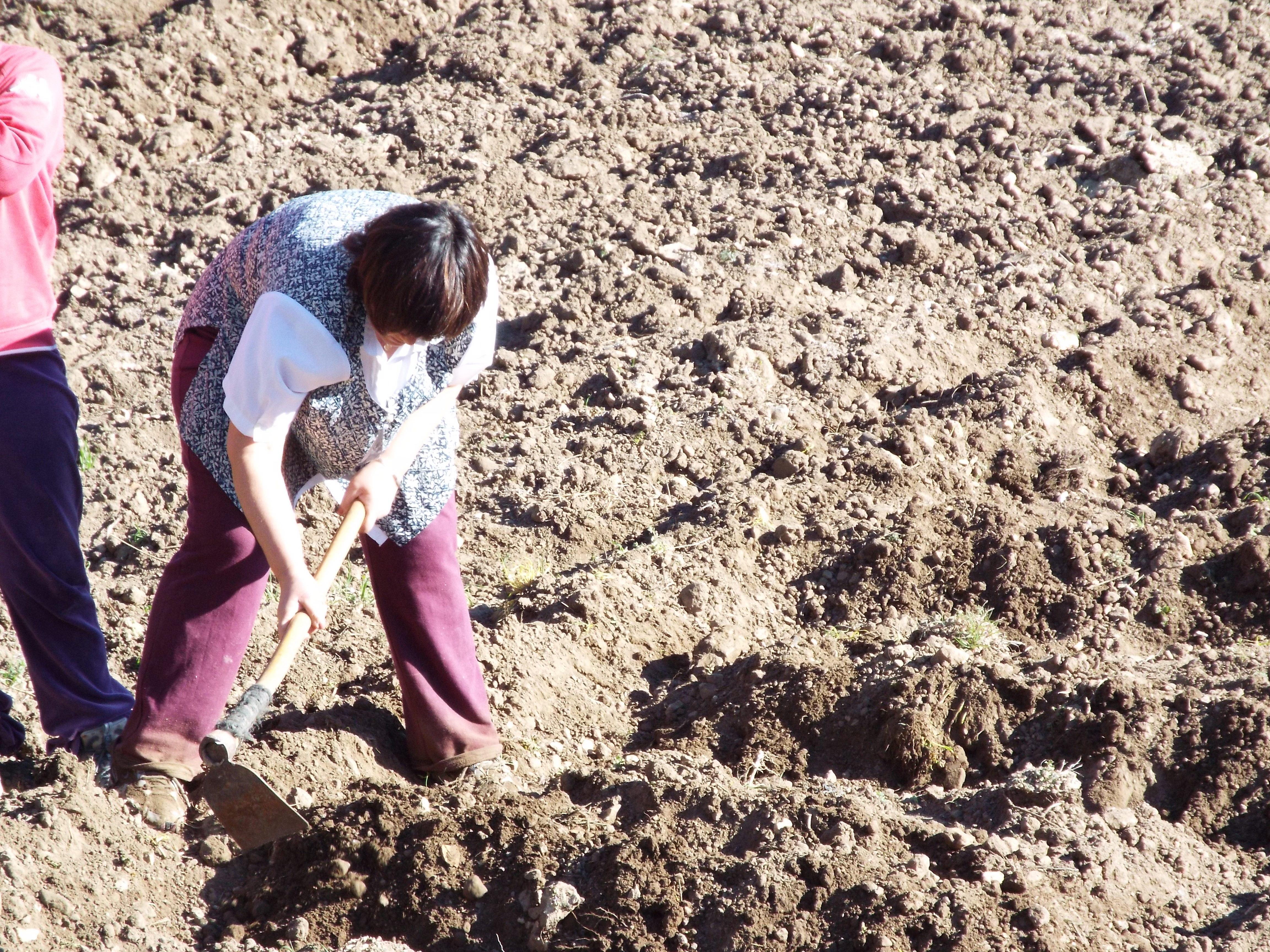
Granjera tuseña realizando labores agrícolas

## Cultura, fiestas y gastronomía
Las fiestas de Tus, durante el 27 y 28 de agosto, reúnen a todos los vecinos de la pedanía durante dos veladas amistosas y divertidas en la ermita de San Agustín, patrón de Tus. En estos festejos se llevan a cabo actividades típicas de la zona, como comidas populares, verbenas y juegos para niños. Sin embargo, el principal evento de la fecha es la procesión del patrón San Agustín, en la que un grupo de fieles toma en sus hombros el trono y, acompañados por la banda de Yeste, pasean al santo por los alrededores de la ermita.

La tradición gastronómica de Tus está principalmente compuesta por comidas elaboradas a base de productos de la huerta, aunque también de aportes de la caza. Entre todos los platos autóctonos, cabe destacar las migas, los andrajos, el potaje, el jamón serrano, el vino, los royos dulces, el ajopringue, las tortas de harina y todos los productos derivados de la matanza del cerdo y del cordero.

## Turismo
La zona de Tus cuenta con múltiples opciones de turismo, como pueden ser casas rurales, agencias de turismo aventura y el Balneario de Tus.

Destaca la Peña de la Ventana, una formación rocosa de alrededor de 30 metros de altura agujereada en el centro.

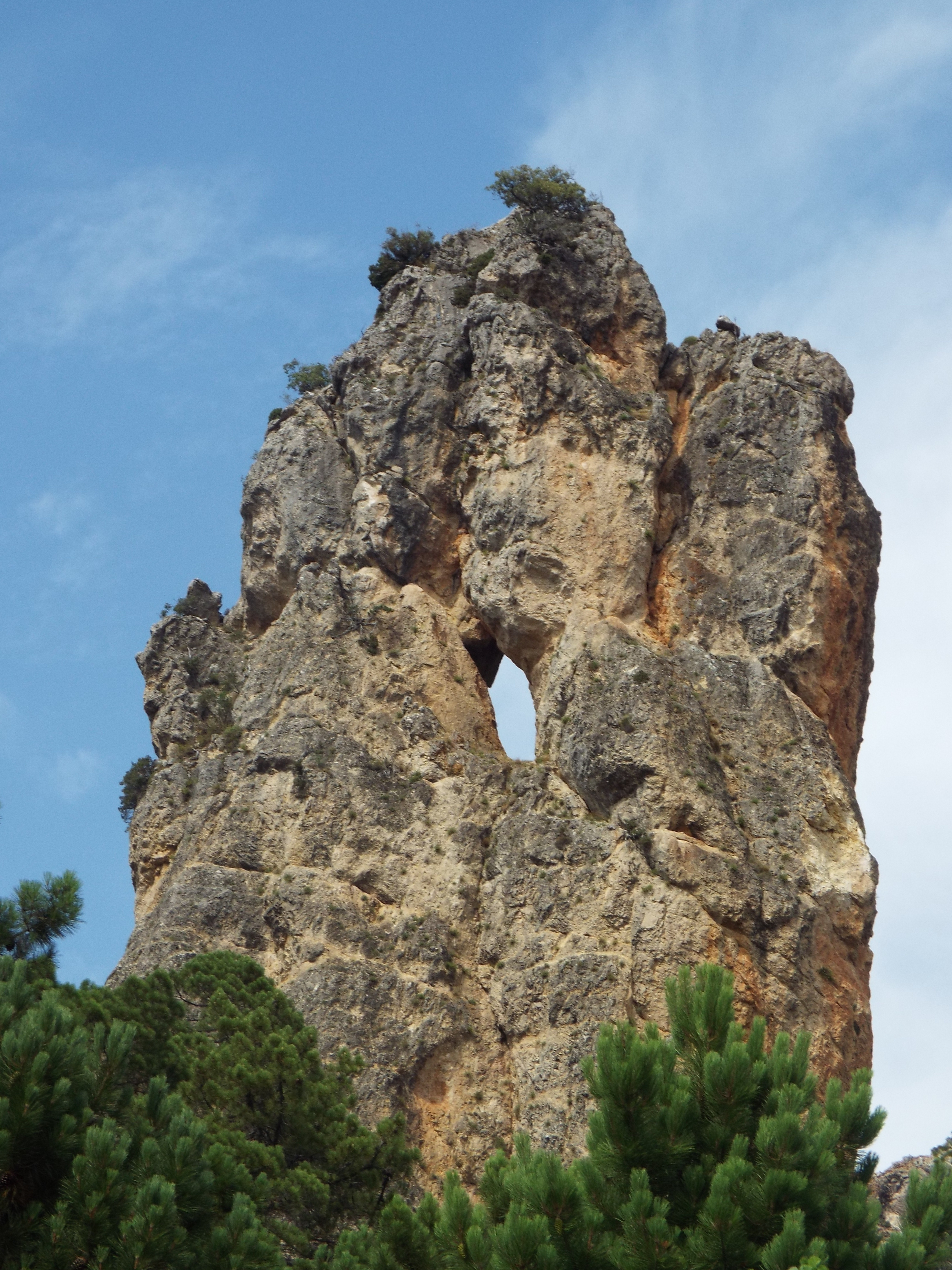
Foto de la Piedra de la Ventana, uno de los reclamos turísticos del valle.